# 산타크루스 FC

산타크루스 푸테보우 클루비(브라질 포르투갈어: Santa Cruz Futebol Clube)는 브라질 페르남부쿠주 헤시피를 연고로 하는 축구 클럽이다. 이 팀은 1914년에 창단되었으며, 현재 캄페오나투 브라질레이루 세리에 D와 캄페오나투 페르남부카누에 참가하고 있다.

## 선수 명단

### 현역
참고: FIFA 자격 규정에 따라 소속된 국가대표팀 국기를 표시합니다. 선수는 복수의 FIFA 비회원국 국적을 가지고 있을 수 있습니다.
| 번호 | 포지션 | 국적 | 이름 |
| ---- | ------ | ---- | ---- |

| 번호 | 포지션 | 국적 | 이름 |
| ---- | ------ | ---- | ---- |

## 역대 감독
| 감독       | 임기 |
| ---------- | ---- |
| 히카르지뉴 | 2015 |

틀:산타크루스 FC 감독
틀:캄페오나투 페르남부카누